# Daeui-myeon
Daeui-myeon (koreanska: 대의면) är en socken i kommunen Uiryeong-gun i provinsen Södra Gyeongsang, i den centrala delen av Sydkorea, 270 km söder om huvudstaden Seoul.